# Yesterwynde
Yesterwynde – dziesiąty studyjny album fińskiej grupy muzycznej Nightwish, specjalizującej się w metalu symfonicznym. Płyta została wydana 20 września 2024 roku nakładem wytwórni muzycznej Nuclear Blast.
To pierwszy album studyjny zespołu od czasu Wishmaster, na którym nie pojawił się Marko Hietala, który opuścił zespół w styczniu 2021 roku. Na tym albumie debiutuje natomiast nowy basista Jukka Koskinen.

## Tło i produkcja
Tuomas Holopainen zaczął szkicować pierwsze pomysły na kolejny album Nightwish już w marcu i kwietniu 2021 roku, jednocześnie pracując nad swoimi solowymi projektami, Auri i Darkwoods My Betrothed.
Zespół zarezerwował studio na nagranie nowego albumu na trzy miesiące w lecie 2023 roku, na terenie kempingu Röskö w Kitee. W marcu 2022 roku Holopainen wszedł do studia, aby napisać dema dla nowego albumu Nightwish, które zostały ukończone w czerwcu 2022 roku.
Po przesłuchaniu dem Floor Jansen, która w tym czasie pracowała nad swoim solowym albumem Paragon, 10 czerwca 2022 roku stwierdziła, że choć brzmienie zespołu nie zostanie utracone, nadchodzący album będzie bardziej ciężki. Holopainen później potwierdził, że nowy album będzie kontynuacją Human. :II: Nature. oraz trzecią i ostatnią częścią trylogii rozpoczętej albumem Endless Forms Most Beautiful.
Po ukończeniu dem w lipcu w nieujawnionej lokalizacji, zespół rozpoczął nagrywanie albumu w sierpniu. Kai Hahto później potwierdził, że skończył nagrywać osiem utworów. Zespół zakończył nagrywanie instrumentów we wrześniu 2023 roku, a aranżacje orkiestrowe zostały ukończone w następnym miesiącu.
Sesje nagraniowe zakończyły się pod koniec listopada 2023 roku. Miksowanie i mastering albumu rozpoczęły się w styczniu 2024 roku w studiu Finnvox, a zakończyły pod koniec lutego.

## Kompozycja i tematyka
Tytuł albumu Yesterwynde został wymyślony przez członka zespołu Troya Donockleya. Holopainen opisuje go jako odczucie czasu, historii, pamięci i połączenia z przeszłymi pokoleniami. Mówi, że wszyscy żyli swoim życiem, doświadczyli wzlotów i upadków, a teraz nie istnieją już w fizycznej formie, poza rozproszonymi po wszechświecie atomami. Wszyscy prędzej czy później znajdziemy się w takim samym stanie, więc warto nad tym się zastanowić.
Holopainen określił tematy albumu jako humanizm, historię i inspirację, którą ona dostarcza. Ogólny pogląd na album jest pozytywny i optymistyczny.

## Wydanie i promocja
Nazwa albumu została ogłoszona 30 kwietnia 2024 roku wraz z datą wydania, która została ustalona na 20 września 2024 roku. Pierwszy singiel z albumu, zatytułowany „Perfume of the Timeless” został wydany 21 maja 2024 roku. Drugi singiel, zatytułowany „The Day of...” został wydany 8 sierpnia 2024 roku. Trzeci i ostatni singiel „An Ocean of Strange Islands” został wydany 10 września 2024 roku.
Nie planowano żadnej trasy koncertowej w ramach promocji albumu, ponieważ zespół ogłosił przerwę od tras koncertowych po wydaniu albumu, która, jak powiedział Hahto, potrwa „dwa lub trzy lata”.

### LP
LP1
| 1. | „Yesterwynde”                 | 2:43  |
|    |                               |       |
| 2. | „An Ocean Of Strange Islands” | 9:26  |
|    |                               |       |
| 3. | „The Antikythera Mechanism”   | 5:55  |
|    |                               |       |
| 4. | „The Day Of...”               | 4:33  |
|    |                               |       |
| 5. | „Perfume Of The Timeless”     | 8:12  |
|    |                               |       |
| 6. | „Sway”                        | 4:23  |
|    |                               |       |
|    |                               | 35:12 |
|    |                               |       |
LP2
| 1. | „The Children Of ‘Ata”          | 5:37  |
|    |                                 |       |
| 2. | „Something Whispered Follow Me” | 6:39  |
|    |                                 |       |
| 3. | „Spider Silk”                   | 6:26  |
|    |                                 |       |
| 4. | „Hiraeth”                       | 6:14  |
|    |                                 |       |
| 5. | „The Weave”                     | 4:53  |
|    |                                 |       |
| 6. | „Lanternlight”                  | 6:06  |
|    |                                 |       |
|    |                                 | 35:55 |
|    |                                 |       |
Płyty kolekcjonerskie w edycji limitowanej wydano w kolorach białym, białym z niebieskimi plamami (2000 kopii), czerwonym (500 kopii), curacao z czarnym marmurkiem (1600 kopii), czerwonobrunatnym (800 kopii).

### Deluxe Edition
CD 1
| 1.  | „Yesterwynde”                   | 2:43    |
|     |                                 |         |
| 2.  | „An Ocean Of Strange Islands”   | 9:26    |
|     |                                 |         |
| 3.  | „The Antikythera Mechanism”     | 5:55    |
|     |                                 |         |
| 4.  | „The Day Of...”                 | 4:33    |
|     |                                 |         |
| 5.  | „Perfume Of The Timeless”       | 8:12    |
|     |                                 |         |
| 6.  | „Sway”                          | 4:23    |
|     |                                 |         |
| 7.  | „The Children Of ‘Ata”          | 5:37    |
|     |                                 |         |
| 8.  | „Something Whispered Follow Me” | 6:39    |
|     |                                 |         |
| 9.  | „Spider Silk”                   | 6:26    |
|     |                                 |         |
| 10. | „Hiraeth”                       | 6:14    |
|     |                                 |         |
| 11. | „The Weave”                     | 4:53    |
|     |                                 |         |
| 12. | „Lanternlight”                  | 6:06    |
|     |                                 |         |
|     |                                 | 1:11:07 |
|     |                                 |         |
CD2
- Wszystkie utwory w wersji instrumentalnej.

CD3
- Wszystkie utwory w wersji orkiestrowej.

### Exclusive Digipak
Limitowana edycja digipak CD z audio Blu-Ray i 28-stronicową książeczką. Blu-Ray zawiera album w Dolby Atmos i Hi Res Stereo.

## Obsada
Dane dotyczące zespołu Nightwish i ich albumu Yesterwynde pochodzą z informacji zamieszczonych na okładce albumu.
Nightwish
- Tuomas Holopainen – instrumenty klawiszowe, produkcja, miksowanie, aranżacje orkiestrowe i chóralne
- Emppu Vuorinen – gitary
- Floor Jansen – wokal prowadzący
- Troy Donockley – dudki uilleann, gwizdki niskie, gitary, buzuki, bodhrán, aerofon, wokal męski, inżynieria dźwięku
- Kai Hahto – perkusja
- Jukka Koskinen – gitara basowa

Dodatkowy personel
- Tero Kinnunen – produkcja, inżynieria dźwięku, miksowanie
- Mikko Karmila – inżynieria dźwięku, miksowanie
- Jonathan Allen – inżynieria dźwięku
- Neil Dawes – asystent inżyniera dźwięku
- John Barrett – inżynieria dźwięku (dodatkowo)
- Risto Hemmi – miksowanie (wersja ATMOS)
- Mika Jussila – mastering
- Niklas Jussila – mastering (wersja ATMOS)
- Pete Voutilainen – okładka, fotografia
- Mikko Pankasalo – układ
- James Shearman – dyrygent, aranżacje orkiestrowe i chóralne